# Rex Stewart

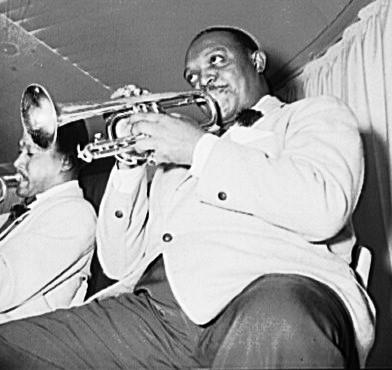
Rex Stewart med Duke Ellingtons orkester (1943)

Rex Stewart, född 22 februari 1907 i Philadelphia, död 7 september 1967 i Los Angeles, var en amerikansk jazzmusiker som spelade kornett. Han är mest känd för sin medverkan i Duke Ellingtons orkester.
Rex Stewart skördade också stora framgångar som medlem och solist i olika neworleanskonstellationer på främst 1940- och 1950-talen, bland annat tillsammans med neworleansklarinettisten Albert Nicholas. 